# Libération de Bitche en 1945
 (novembre 2024).
La libération de Bitche intervient le 16 mars 1945 après une occupation de quatre ans et demi et une vie de cent trois jours dans les caves. Les combats entre les troupes allemandes (Wehrmacht) et américaines dans la région de Bitche débutent le 3 décembre 1944. Le mardi 5 décembre 1944, les premiers obus américains s'abattent sur Bitche et la population se réfugie immédiatement dans les caves. Ces bombardements vont se poursuivre durant cent trois jours.

## Les débuts des combats pour la Libération
Pour des articles plus généraux, voir Histoire de Bitche et Campagne de Lorraine.
Les combats entre les troupes allemandes et américaines dans la région de Bitche débutent le 3 décembre 1944. Les troupes américaines appartiennent à la 100e division d'infanterie de la 7e Armée, communément appelée la Century Division. Les combats et la progression américaine amènent la formation d'une ligne de front dirigée contre Bitche après que les localités de Wimmenau, Zittersheim, Wingen, Rosteig, Soucht, Meisenthal, Saint-Louis-lès-Bitche, Goetzenbruck, Lichtenberg, Reipertswiller, Althorn et Mouterhouse furent libérées par les troupes américaines. De violents combats ont lieu à Lemberg, dernière localité avant Bitche et la ligne de front passe alors par les villages de Glasenberg et Reyersviller, distants de quelques kilomètres de la ville de Bitche.
Au soir du 4 décembre 1944, deux agents de la Direction générale des études et recherches (antenne Lyautey, du réseau Alliance) s'introduisent à Bitche, s'installant chez un habitant de confiance. Ils sont munis d'un poste émetteur du type Mark 2. Ces deux agents, le commandant Pierre Noal (Tetra) et son adjoint, ont pour mission de fournir aux Alliés le plus de renseignements possibles sur les troupes allemandes du secteur de Bitche. Le nom de code de leur mission est Lorelei. C'est ainsi qu'à partir du 6 décembre 1944 et jusqu'au 24 décembre 1944, la mission Lorelei informe en permanence les Alliés, de tous les mouvements, forces et points forts allemands à Bitche.
Le mardi 5 décembre 1944, les premiers obus américains s'abattent sur Bitche et la population se réfugie immédiatement dans les caves. Ces bombardements vont se poursuivre durant cent trois jours, avec intensité au début et à la fin et sporadiques entre-temps. Tout semble indiquer que le bombardement de la ville de Bitche de 1870 va recommencer en cette année 1944. Le mercredi 13 décembre 1944 commence la prise des collines encerclant Bitche au sud, au sud-ouest et à l'ouest. Lors du déroulement de ces combats, le 398e régiment d'infanterie américains de la Century Division arrive à occuper la colline du Schoenberg qui surplombe le Collège Saint-Augustin. De là, une compagnie américaine progresse vers le Schimberg, alors qu'une autre occupe des positions de vallée au nord-est de la ville. Tous ces mouvements contribuent à former une ligne de front en forme de demi-cercle à deux kilomètres au nord-est de Bitche. Pour parer à toute attaque allemande en provenance du nord-est, un bataillon américain prend place sur les collines situées entre la route et la voie ferrée Lemberg-Bitche.
Pendant tout ce temps, la mission Lorelei du commandant Tetra " dirige " plus ou moins les bombardements américains sur Bitche, évitant ainsi à la ville d'être totalement ravagée par des bombardements aveugles. Des FFI fournissent tous les renseignements tactiques et stratégiques aux agents de renseignement qui les transmettent aux Alliés. Ainsi, les troupes américaines placées devant Bitche connaissent les forces allemandes placées devant elles, mais le rôle le plus important de ces agents est de sauver de nombreuses vies civiles à Bitche en signalant les points stratégiques aux Alliés. Les Allemands se rendent compte qu'il y a des fuites de renseignements à Bitche puisqu'un soldat allemand muni d'écouteurs et d'un poste Gonio se met à parcourir les rues de la ville pour essayer de localiser le poste-émetteur de la mission Lorelei. Pour échapper à toute localisation, les agents changent souvent de place grâce à la complicité d'habitants qui risquent leurs vies en abritant ces espions.
L'activité de la mission Lorelei fonctionne ainsi du 6 au 17 décembre 1944, date à laquelle un civil français qui connaît l'existence et l'emplacement de ces agents de renseignements est arrêté par hasard par la Gestapo au moment où il passe les lignes du front en provenance de Glasenberg. Le 24 décembre 1944, un autre civil est contrôlé par la Gestapo. Les deux prisonniers sont alors incarcérés à Deux-Ponts, ce qui décide le commandant Tetra à annuler le séjour de la mission Lorelei à Bitche, sachant parfaitement le sort qui leur serait réservé, ainsi qu'aux Bitchois qui les ont cachés, s'ils se font prendre par la Gestapo. Le commandant et son adjoint quittent la ville de Bitche au soir du 24 décembre 1944 non sans avoir promis à leurs hôtes, qui ont pris tant de risques, de les avertir par un message de la BBC si leur passage dans la zone alliée s'était bien passée. Empruntant la route de Strasbourg, la mission Lorelei quitte la ville à la hauteur de la maison Spitz pour disparaître dans l'obscurité, pendant que les obus de mortiers tombent sur la cité et que les tirs des mitrailleuses déchirent la nuit.
Les deux civils arrêtés par la Gestapo et transférés à Deux-Ponts reviennent à Bitche le 29 décembre 1944, et apprennent à leurs amis qu'ils n'ont pas parlé puisque les Allemands n'avaient aucune preuve contre eux. Cette bonne nouvelle est suivie d'une autre puisque le même soir, à 21 heures 15, la BBC passe le message suivant : "Le canard enchaîné est bien arrivé". C'est la phrase-clé de la mission Lorelei : elle a réussi à joindre les lignes alliées.

## Les combats font rage
Durant l'après-midi du jeudi 14 décembre 1944, le 1er bataillon du 398e régiment d'infanterie américain se déplace vers le nord-ouest le long de la route militaire qui emprunte la crête des collines au nord de Reyersviller pour lancer une attaque contre la première fortification de la Ligne Maginot. Deux des quatre forts principaux autour de Bitche, la casemate du Freudenberg et l'Ouvrage du Schiesseck, se trouvent directement sur le chemin des unités américaines. Bien camouflé à la lisière d'un bois, le Freudenberg est une seule et immense unité. Celui du Schiesseck, par contre, est subdivisé en onze unités reliées entre elles. Ces redoutables unités sont construites en béton armé avec des murs d'un à trois mètres d'épaisseur. L'unité 11 descend de cinq étages sous terre où un tunnel la relie à d'autres unités. Une voie ferrée étroite existe même dans ce labyrinthe de fortifications pour servir de moyen de ravitaillement. Quant aux unités 2, 4, 6 et 9, elles sont renforcées de douves et de sorties de secours. Appuyé efficacement par une section de chars, le 1er bataillon du 398e Régiment d'Infanterie progresse vers l'impressionnant fort du Freudenberg.
La prise du Schiesseck nécessite une attaque à travers un plateau désert et malgré la solide défense allemande constituée d'abris bétonnés, de forts et de tranchées, de mitrailleuses et de champs de mines, le 1er bataillon américain envoie des patrouilles vers Bitche. Plusieurs d'entre elles se hasardent de part et d'autre du Collège Saint-Augustin, pendant qu'une autre traverse la voie ferrée jusqu'à l'étang de Hasselfurth où elle peut observer les Allemands occupés à consolider leurs positions avancées du camp militaire.Le 399e régiment d'infanterie installe un poste d'observation sur la colline du Schonberg d'où on a une vue remarquable sur la ville et sa citadelle. Au matin du vendredi 15 décembre 1944, la compagnie A du 398e Régiment d'Infanterie américain se lance dans une nouvelle attaque du fort du Freudenberg, mais les positions allemandes repoussent cette attaque avec des tirs d'artillerie. Il y a alors une attaque aérienne et d'artillerie américaine sur les forts entourant Bitche et qui se poursuit durant trente-six heures. Deux bataillons d'obusiers de 105 mm, un autre d'artillerie (155 mm), un bataillon d'obusiers de 240 mm et un autre de mortiers chimiques de 106,6 mm crachent leur déluge de fer, de feu et de phosphore.
Durant ces deux jours de tirs d'artillerie, soixante-dix-huit chasseurs-bombardiers lancent vingt-sept tonnes de bombes de cinq cents livres sur le secteur tenu par les Allemands. Les opérations américaines ne sont pas couronnées de succès en ce samedi 16 décembre 1944 et la ville de Bitche s'avère très dure à réduire. En cette même journée, à quelques centaines de kilomètres au nord-ouest, commence la célèbre bataille des Ardennes qui aura des répercussions sur les opérations militaires dans la région de Bitche. Après un bombardement aérien de trente minutes et un tir préparatoire d'artillerie de quarante-cinq minutes, le 3e bataillon du 398e Régiment d'Infanterie américain commence un assaut de quatre jours le lendemain matin, 17 décembre 1944. Le but de l'attaque est la prise du fort du Freudenberg et des onze unités du fort Schiesseck. À la tombée de la nuit, le bataillon traverse d'épaisses forêts recouvertes de givre pour prendre place aux positions tenues par le 1er bataillon à la lisière d'un bois au sud de plateau du Freudenberg. Le 3e bataillon américain se déplace à travers un terrain découvert pour se rendre à proximité des redoutables fortifications de la Ligne Maginot.
Le plan d'attaque du Schiesseck par les Américains est le suivant : une attaque aérienne doit créer une diversion, de même que des tirs d'artillerie à proximité du camp militaire. Ensuite, le 398e doit capturer tous les forts de la colline du Schiesseck en attaquant de trois directions différentes. Se déplaçant le plus rapidement possible pour réduire le danger, le 2e bataillon du 398e Régiment d'Infanterie doit neutraliser tous les forts situés dans sa progression jusqu'au plateau situé au sud de Schorbach. Le rôle du 399e Régiment d'Infanterie américain est de s'occuper de la ville de Bitche pour faire diversion.
Le 2e bataillon n'avance sur le flanc gauche que le 19 décembre 1944, et le 399e RI ne peut progresser vers Bitche puisque des patrouilles allemandes ferment constamment chaque trouée du front. Quant à la division américaine voisine, la 44e Division d'Infanterie, elle essaie de neutraliser l'important ouvrage du Simserhof. Les compagnies I et L, les compagnies d'attaque du 3e bataillon du 398e régiment d'infanterie, ont reçu un équipement spécial en fonction de la mission à accomplir : chaque équipe porte un bazooka et une charge de TNT, et chaque soldat porte deux grenades de thermite et deux grenades à main. Un quart de ces grenades sont au phosphore blanc. De plus, chaque compagnie dispose de deux équipes d'Engineers composées de neuf hommes de la compagnie B du 325e bataillon rattaché des Enginners. Ils portent tous des charges de dynamite par paquets de vingt-cinq livres, les fameuses charges en ruches qui ont l'avantage de pouvoir être accrochées à des surfaces verticales. Le plan d'attaque est le suivant :
- la section d'assaut, couverte par les tirs des deux autres, doit éliminer la résistance initiale des Allemands,
- la section de support doit détruire les fortifications et bloquer leurs issues,
- la section de réserve progressera alors pour empêcher les Allemands de réintégrer le fort.

Commandée par un lieutenant américain, la section d'assaut descend le chemin en direction du fort du Freudenberg, prend à gauche pour remonter un ravin boisé, s'élance pour traverser le terrain découvert balayé par les tirs allemands, et atteint finalement une structure inoccupée du fort. Quant à la section de support commandée par un capitaine, elle suit la section d'assaut qui a dépassé l'unité 9 au nord pour se diriger vers l'unité 11. Par radio, le capitaine américain reçoit l'ordre de ne pas détruire le fort du Freudenberg pour pouvoir l'utiliser éventuellement par la suite comme poste de commandement et d'observation. Au prix de beaucoup d'efforts et de risques, le groupe d'assaut se rue vers l'entrée de l'unité 11 située au-delà de la route, là même où se trouve l'entrée du personnel du système fortifié. Après avoir fait exploser au bazooka une charge de dynamite placée à l'entrée grillagée du fort, les soldats l'encerclent et y pénètrent. Les lumières y brûlent encore et un incendie ravageait une salle. Pour ouvrir une seconde porte intérieure dans le couloir central, les soldats américains font appel aux Engineers.
Un lieutenant avec une section de support arrive pour reconnaître les lieux. Il voit alors un formidable enchevêtrement de fils de fer barbelés qui empêchent toute avance. Il est alors décidé que la compagnie L s'enterre de chaque côté de l'unité 11 pour la nuit. La porte principale de cette unité est détruite après une explosion qui fait jaillir des flammes sur tout le fort, provoquant un incendie qui continue à produire d'immenses nuages de fumée noire. Les stocks de mazout situés à l'étage inférieur se sont enflammés et brûlent pendant vingt-quatre heures. Les soldats américains découvrent alors un escalier qui descend cinq étages en colimaçon à partir de la pièce principale de l'unité 11 pour aboutir à un tunnel avec une voie ferrée étroite. Dans ce tunnel se trouvent encore des barricades défendues par des Allemands.
Vers le sud-est, les canons de la section anti-char du bataillon couvrent la route de Bitche et un char du 781e bataillon blindé américain contrôle la route de Schorbach. Une section de la compagnie C du 399e Régiment d'Infanterie se fraie un chemin au centre du front de la division pour appuyer une patrouille qui a pénétré la nuit au Collège Saint-Augustin, premier lieu de la ville à être investi, et qui a réussi à repousser les Allemands de cet établissement. Ceux-ci ne montrent aucun signe d'abandon du secteur puisqu'ils reculent en bon ordre, laissant des mines derrière eux, et reviennent ultérieurement sur les positions abandonnées auparavant. L'artillerie américain essaie de les déloger de leurs positions en les bombardant sur la colline durant la nuit du 17 au 18 décembre 1944. À l'aube, un violent tir de barrage américain de quinze minutes précède l'attaque américaine qui se déclenche lentement afin de réduire une à une les fortifications qui bloquent l'entrée à Bitche.
Comme prévu, la compagnie L doit prendre les unités 6,7 et 8 pendant que la compagnie I est chargée de neutraliser sur la droite les unités 4 et 5, plus au sud-est. Lorsque les Américains essaient d'attaquer à partir du fort du Freudenberg, ils sont immédiatement immobilisés par les tirs de l'artillerie allemande qui balaient la route. L'ouvrage no 5 est en béton avec des tourelles pour mitrailleuses et pour armes automatiques, mais n'a pas d'entrée pour les hommes. Lorsque les hommes de la compagnie américaine réussissent finalement à l'encercler, il est vide. Pendant que l'artillerie allemande bloque les hommes de la compagnie I à proximité du fort du Freudenberg, l'artillerie américaine se met à couvrir la ville de fumée. L'unité no 5 s'avère très dure à réduire : des charges creuses n'explosent pas et même les tirs du bazooka restent sans effet. Les tirs allemands en provenance des tourelles ne cessent que lorsqu'un lieutenant américain jette des grenades au phosphore blanc dans ces tourelles. Les prises successives des 11 unités du fort Schiesseck durent jusqu'au 20 décembre 1944. Les groupes de démolisseurs des Engineers démolissent la tourelle de l'unité 1, rendent l'ascenseur inutilisable et détruisent la tourelle de l'unité 2. Ils mettent également l'ascenseur de l'unité 6 hors d'état, font exploser la tourelle de l'unité 7, ce qui leur permet de détruire le canon en lui plaçant une charge en pleine gueule. Toutes ces opérations se passent à environ deux kilomètres de la ville de Bitche.
Au matin du mercredi 20 décembre 1944, le 2e bataillon américain poursuit son offensive en direction du nord. Sa compagnie E est prise sous des tirs d'artillerie allemande mais elle réussit néanmoins à prendre une colline à un kilomètre au nord du Schiesseck. La compagnie C envoie une patrouille au nord de Schorbach, où se trouvent de nombreux Allemands. Retardée par des tirs d'armes légères, la compagnie G se déplace à l'ouest pour établir le contact avec le 71e régiment d'infanterie) (en), de la 44e division d'infanterie (États-Unis), la division voisine dont le secteur commence au Légeret pour s'étendre jusqu'à l'intercession de la route Sarreguemines-Volmunster et la bifurcation vers Obergailbach. Dans l'après-midi du 20 décembre 1944, les compagnies B et C réussissent à occuper la pente nord du Schiesseck. Vers le sud et vers l'est où la colline du Hochkopf représente la limite est de la 10e division américaine, le 397e RI repousse deux patrouilles allemandes. À la fin de la journée, le XVe corps américain ordonne à la Century Division de prendre des positions défensives et de se préparer à une grande contre-attaque allemande. Les troupes américaines se retirent alors de l'étang de Hasselfurth et du collège de Bitche, ainsi que de la colline du Schiesseck. Mais avant leur départ, les Engineers détruisent les forts en utilisant 5 000 livres de TNT et même un bulldozer qui enterre 5 unités sous d'énormes masses de terre, ce qui les rend inutiles.
Des six cent quatre-vingt-douze hommes et trente-huit officiers du 3e bataillon du 398e régiment d'infanterie, quinze hommes et un seul officier sont tués et cent vingt hommes blessés. Le 12 mars 1945, le président des États-Unis décerne une citation au 3e bataillon du 398e RI pour cette action d'éclat accomplie par les hommes de la Century Division. L'offensive von Rundstedt dans le secteur de la 1re armée américaine oblige la 3e armée de Patton à quitter le front de la Sarre et à remonter vers le nord-est. Ainsi, les troupes de la 7e armée américaine de Patch doivent s'étirer sur un front plus large, ce qui fait doubler le nouveau secteur de la région en passant de 8 à 16 kilomètres, ayant pour limites le Hochkopf à l'est et la route vers Obergailbach. La division place des mines, des postes anti-chars et des postes d'écoute durant les deux jours qui précédent Noël 1944.

## L'opération Nordwind
La veille de Noël 1944, les troupes allemandes restent silencieuses à l'exception d'un petit tir d'artillerie et d'une patrouille qui est repoussée. Profitant de la belle journée ensoleillée du jour de Noël, des avions P47 américains exécutent leurs missions au-dessus de la ville de Bitche. Durant la nuit du 28 décembre, la Century Division déclenche un plan, le plan Tennessee, afin de parachever sa défense en profondeur. En effet, la stratégie américaine exige que chaque régiment ait deux bataillons : un en ligne et un en réserve. Après que les 397e et 398e régiments d'infanterie américains se sont déplacés à l'ouest en direction de Petit-Réderching et de Rimling, le secteur de Bitche est confié au 399e régiment d'infanterie. Le 31 décembre 1944, premier jour avec de fortes chutes de neige, les Américains savent les Allemands prêts à déclencher une attaque d'envergure mais en ignorent la date exacte. En pleine nuit de la Saint-Sylvestre, les troupes allemandes attaquent conformément à un plan conçu par Hitler lui-même.
Il s'agit de l'opération Nordwind, une grande attaque qui embrasera six parties du front entre Sarreguemines et Colmar. Ces six directions d'attaques doivent se rencontrer à Saverne. Quant à la ville de Bitche, elle est choisie comme point de départ d'une de ces attaques. La première alerte a lieu en fin d'après-midi du 31 décembre 1944. Attaquant à partir du sud-est de Bitche, les Allemands traversent la route de Lemberg au lieu-dit Wolfsgarten. Cet assaut effectué avec des effectifs importants est repoussé par les tirs américains. Un avant-poste américain de six hommes se trouve au collège Saint-Augustin, un autre, de dix hommes, est situé à l'est de la route, et le troisième poste se trouve situé dans une maison le long de la route.
À 22 heures, c’est-à-dire quatre heures après cette première attaque, les Allemands se lancent une nouvelle fois contre les lignes américaines, et la ferme du Wolfsgarten devient très vite l'enjeu stratégique des combats. Vers minuit, les tirs américains peuvent repousser les Allemands. Deux heures plus tard, ces derniers font une troisième tentative sur le flanc est de la Century Division. Au milieu de l'après-midi, les troupes du 117e escadron américain reculent jusqu'à Wingen, pour constater que les Allemands occupent déjà le bourg. Cette troisième attaque allemande permet à l'ennemi de gagner du terrain sur le flanc est de la division américaine, ce qui oblige la compagnie C du 398e régiment d'infanterie à abandonner le côté est de la route de Lemberg et à faire retraite. Durant celle-ci, six soldats américains de la compagnie B qui ont un avant-poste au collège Saint-Augustin sont coupés de leurs lignes. Pendant 48 heures, Américains et Allemands se poursuivent dans les vastes bâtiments et ces six G.I. réussissent, après maintes aventures, à rejoindre en courant les lignes américaines après avoir traversé les trois cents mètres de prés les séparant des bois.
Peu avant l'aube du 1er janvier 1945, les Allemands commencent leur quatrième attaque, la plus puissante, avec la colline du Schoenberg pour objectif. Partis d'un ravin, ils stoppent rapidement leur avance et attendent des renforts que la compagnie B peut voir venir à partir de la ville. C'est là que les tirs de l'artillerie américaine déciment les groupes successifs d'Allemands qui s'élancent en hurlant et en jurant vers les lignes américaines. Ces ruées successives et suicidaires coûtent la vie à une centaine de soldats allemands qui, malgré ces pertes, permettent aux troupes allemandes de contourner les positions américaines au sud et de percer l'arrière des lignes principales américaines de la compagnie B sur la colline du Schoenberg. Cette attaque amène les troupes allemandes à l'arrière du poste de commandement de la compagnie américaine.
Les différentes unités américaines se retirent sur une nouvelle ligne de front, passant maintenant par Reyersviller-Lambach-Enchenberg-Lemberg. Cette attaque du 1er janvier permet aux Allemands de faire dix prisonniers américains qui ont voulu défendre le Schiesseck, puis les font défiler dans la ville de Bitche sous le regard de toute la population. Dès que le front s'éloigne de Bitche, une trentaine d'agents de la Gestapo, une vingtaine de gendarmes nazis, un Kreisleiter et un Landrat, installés dans les caves de l'hôtel de Metz, reviennent une nouvelle fois s'installer en ville. Ce retour des Nazis qui ont déserté la ville créé un grand danger pour les réfractaires bitchois au service militaire allemand (environ quatre-vingt personnes) et pour tous ceux qui se sont cachés dans les caves. La peur d'une répression est d'autant plus grande qu'un bon nombre de ces réfractaires se sont promenés ostensiblement et imprudemment dans les rues de la ville pendant le mois de décembre 1944, alors que les autorités allemandes ont déserté la ville. Il y a quelques perquisitions allemandes orientées par des délations, et plusieurs arrestations ont lieu. Quant à la citadelle où environ quatre cents personnes se sont réfugiées pour échapper aux bombardements quotidiens américains, elle est évacuée de force, ce qui permet aux Allemands d'arrêter cinq réfractaires mosellans.
Une période très dure se poursuit alors pour la population civile de Bitche réfugiée dans ses abris : des perquisitions quotidiennes allemandes ont lieu par surprise dans les caves où les Bitchois vivent, dorment, mangent. Les réfractaires ont alors à subir non seulement le froid et la neige, mais vivent constamment dans la hantise d'être repris. Une fois de plus dans leur histoire, les Bitchois sont pris entre deux feux : l'oppression nazie dans les caves et les bombardements américains à l'extérieur.
Attaquant une nouvelle fois au matin du 2 janvier 1945, les troupes allemandes arrivent par l'ouest le long de la route de Reyersviller, village tombé entre leurs mains, et forcent deux compagnies américaines à se retirer sur la pente arrière des collines du Signalberg et du Steinkopf au nord-est des villages de Glasenberg et de Lambach. Au soir de cette journée, les Allemands arrêtent leur progression, laissant le nouveau front passer dorénavant par les localités de Hottviller, par le Simserhof, par la ferme du Freudenberg et à travers les collines du Steinkopf et du Spitzberg. L'opération Nordwind n'a donc pas le succès escompté par le Führer dans la région de Bitche, ce qui décide le commandement allemand à porter ses efforts sur le secteur de Rimling.
Dans la région de Bitche, les éléments américains de la Century Division restent en position tactique du 10 janvier au 15 mars 1945, laissant les lignes du front inchangées. Terrés dans les caves de la ville sous les bombes, les habitants se demandent quand aura lieu l'assaut final. La population a réussi à se constituer des stocks de vivres et vit ainsi dans les caves chauffées par des poêles. Comme les bombardements américains ont presque toujours lieu l'après-midi, les Bitchois en profitent pour s'organiser et se ravitailler durant les accalmies. Cette situation dure jusqu'au 13 mars 1945, date à laquelle le commandement américain fixe les modalités de son offensive du printemps : il est prévu d'attaquer au centre du front bitchois, de se déplacer à l'est, de prendre la ville, de neutraliser le plateau dominant la ville et ensuite de prendre Bitche-Camp. Ce jour, les unités américaines prennent leurs nouvelles positions d'attaque.

## La Libération de Bitche
Grâce à l'opération Undertone, l'offensive américaine vers Bitche a lieu le vendredi 15 mars 1945. À 13 heures, le village de Reyersviller est repris et même dépassé. Les troupes allemandes, réalisant qu'il est inutile de résister, désertent Bitche dans la soirée du 15 mars 1945. C'est ainsi que la réduction totale de la ville a lieu le 16 mars 1945. Le départ des troupes allemandes évite en fait à la ville une destruction totale puisque les troupes américaines sont déterminées à en finir. À 6 heures du matin, suivie de tout le bataillon, la compagnie E du 398e régiment d'infanterie américaines entre dans Bitche, où ne se trouve plus aucun Allemand. Le 3e bataillon américain capture le fort du Petit-Hohekirkel à l'est et rencontre une résistance allemande à l'ouest de Bitche-Camp. La compagnie C du 399e régiment d'infanterie pénètre à Bitche par le sud où, après avoir pris le collège Saint-Augustin, le régiment progresse sans trouver d'opposition.

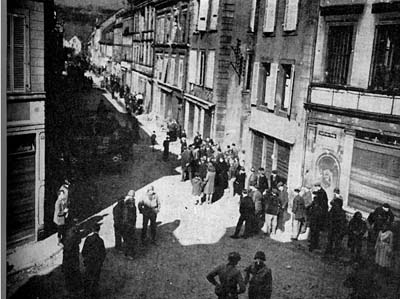
Arrivée des troupes américaines dans la cité bitchoise

Au nord de la ville, une section américaine capture le chef du 2e bataillon du 255e régiment de Volksgrenadier, quatre officiers d'ordonnance et plus de soixante-dix sous-officiers et soldats. Par contre, une autre compagnie américaine se retrouve nez à nez avec quatre chars de type Tigre et avec plusieurs armes propulsée montées sur des châssis de Mark IV. Bien que très violents, le combat se solde par la retraite des Allemands. Les Bitchois sont libérés après une occupation de quatre ans et demi et une vie de cent trois jours dans les caves. Le bilan de cette période douloureuse des combats se traduit dans la citation de la ville de Bitche à l'ordre de l'armée, octroyée le 30 juin 1948 par le président du Conseil des ministres :
" Ville frontière fortement meurtrie par les violents bombardements qui ont fait 35 victimes, blessé 119 personnes, détruit 104 maisons et endommagé 696 immeubles. Population digne des plus grands éloges pour son attitude courageuse en face d'un ennemi féroce qui n'hésita pas à déporter 41 résistants.
Déjà titulaire de la Légion d'honneur pour sa noble attitude au cours des deux précédentes guerres franco-allemandes, la ville de Bitche a ajouté au cours de la campagne 1939-1945 un nouveau fleuron à sa couronne de gloire, restant digne de la réputation de patriotisme et de loyauté envers la France acquise au cours de son histoire, a mérité de nouveaux droits à la reconnaissance du Pays ".
La libération de la ville entraîne quelques règlements de compte avec les individus ayant eu des rapports étroits avec l'occupant nazi et quelques tonsures sont affligées à des dames ayant trop fraternisé avec les nazis. Le 24 avril 1945 se créent deux comités de Libération : un comité d'épuration locale et un comité de Libération. Ces deux organisations, avec présidents et vice-présidents, se chargent de clarifier certaines affaires de collaboration et d'examiner les actes de personnes au passé quelque peu ambigu. Aucune exaction n'est toutefois commise à Bitche, contrairement à d'autres villes de France, où la Libération est le prétexte d'actes de vengeance. Il y a exactement soixante-dix-neuf personnes jugées pour faits de collaboration dans tout le canton de Bitche. Il faut néanmoins mentionner un agent de la Gestapo, du nom de Reinhardt, qui, contrairement à ses pairs, a une attitude tout à fait exceptionnelle envers les Bitchois puisque les Alliés peuvent attester à la libération de la ville qu'il a réussi à sauver quatorze Bitchois de la déportation et d'une mort certaine.
Autre conséquence de la Seconde Guerre mondiale, le canton de Bitche montre une baisse démographique de 41,9 % par rapport à la population de 1936. Les cicatrices des combats mettront encore de longues années à disparaître de la ville de Bitche et des villages voisins.

## Sources
- Le Pays de Bitche, Didier Hemmert 1990.
- Bitche et son pays, André Schutz 1992.
- Les grelots du vent, images et mirages du Pays de Bitche, abbé Bernard Robin 1984.
- Un sablier de brumes, abbé Bernard Robin, 1989.
- Manteaux de grès et dentelles de sapin, abbé Bernard Robin 1992.
- Bitche et son canton, des origines à 1945, Francis Rittgen 1988.
- Marie-Madeleine Fourcade, L'Arche de Noé, t. 2, Paris, éditions Fayard, coll. « Le Livre de poche » (no 3140), 1971 (réimpr. 1998) (1re éd. 1968), 446 p.

## Filmographie
- Le siège de Bitche 1944-1945 (documentaire, 59mn, Mallory Grolleau)